# Edmund Biernacki
Edmund Faustyn Biernacki, född 19 december 1866 i Opoczno, död 29 december 1911 i Lviv, var en polsk läkare som först upptäckte sambandet mellan minskningen av blodkroppar och kroppens allmänna hälsotillstånd. Denna metod, känd som Biernacki-reaktionen eller SR (sänka), är en av de mest grundläggande diagnostiska testerna och utförs i laboratorier runt om i världen.
Biernacki avslutade sina medicinska studier vid universitetet i Warszawa 1889, där han också doktorerade. Från 1902 bodde han i Lviv och blev 1907 professor vid universitetet. Biernacki arbetade inom områden som ämnesomsättning, näring eller neurologi (Biernackis syndrom), men han är mest känd för sitt arbete inom hematologi, när han 1897 var den första som upptäckte och utnyttjade sambandet mellan nedgångstakten hos erytrocyter (erytrocytsedimentering) andelen människokropps hälsa. inom medicinsk diagnostik. Minskningshastigheten är den hastighet med vilken blodkroppar sjunker till botten av ett kärl när koagulation förhindras. Nedgångstakten påverkas av ett antal sjukdomar (särskilt inflammation och tumörsjukdomar) och kan därför bidra till diagnoser.